# Jacobus Vaet
Jacobus o Jacob Vaet (Courtrai, c. 1529 – Viena, 8 de enero de 1567) fue un compositor flamenco del Renacimiento, el cual se encuadra dentro de la escuela conocida como Franco-Flamenca, del siglo XVI. Por supuesto con un corpus de trabajo principalmente enfocado a la música Sacra, quien fuera realmente famoso alguna vez pero que, como muchos otros grandes compositores de su tiempo, fue rápidamente, y por un largo tiempo, olvidado. Con los trabajos hechos desde mediados del siglo XVIII y principios del XIX sobre la base de su persona, especialmente en la Antología producida por Franz Commer, titulada "Collectio operum musicorum Batavorum", ya tenemos el conocimiento de al menos 20 de sus motetes, varios Salmos e Himnos sacros. Luego en 1908 va a ser Hugo Leichtentritt quien en su "Historia del Motete" va a otorgarnos una visión más extensa del trabajo de Vaet.

## Vida y Obra
Es realmente poco lo que sabemos con certeza a propósito de los primeros años de Vaet y es que el donde y cuando nace y crece en sus primeros años todavía es materia que no se encuentra totalmente acordada. Según la página de portada del texto titulado "Modulationes" del año 1562 (escrito por el mismo Jacob Vaet) Vaet se refiere a sí mismo como "Flamenco", pero luego, en la página siguiente habla de ser "Belga", por esto es que Meyer lo integra por lo menos dentro de los Países Bajos, ya se mencionan como posibles lugares de nacimiento tanto la ciudad de Kortrijk como Harelbeke, luego si seguimos con la lectura de la introducción a su tratado "Modulationes" vamos a saber que ya desde niño se dedica a la música.
Su nombre aparece mencionado en los registros de la ciudad de Kortrijk, donde es aceptado en 1543 en calidad de Seise en la iglesia de Onze Lieve.
En 1547 ingresa en la Universidad de Lovaina, y para el año 1550 ya se encuentra trabajando en la corte del emperador del Sacro Imperio Romano, Karl V, donde aparece trabajando como Tenor en el coro de la capilla. En 1554 es nombrado maestro de capilla (Kapellmeister) por Maximilian II, y va a mantener el puesto por el resto de su vida.
La primera fecha en la cual es mencionado su nombre como compositor va a ser en 1553, en la publicación "Liber secundus ecclesiasticarum cantionum" de Tielman Susato, impreso en Amberes, donde aparecen varias contribuciones de Vaet. Para ese entonces ya debería haber estado trabajando en servicio de los Habsburgos, para cuya corte compuso, tal vez desde una iniciativa propia, una gran cantidad de Motetes para diferentes ocasiones, pero especialmente para matrimonios, recepciones y fiestas en general. En esos tiempos la casa Habsburgo va a pasar a manos de Fernando I de Habsburgo y sus hijos; los Archiduques Maximilian y Fernandinand. Entre este cuerpo de Motetes se encuentra una compuesta "In honorem Reginae Poloniae" para el matrimonio de la hermana del Kaiser, Katherina, con el rey de Polonia, el cual se llevó a cabo en Viena el año 1553.
Ahora, esto no indica necesariamente que para ese entonces Vaet se encontrara en Viena, sino que es más probable que se encontrara trabajando con la orquesta de la corte de Praga, bajo el Archiduque Maximiliano. Ya que las listas coetáneas de integrantes de la "Kapelle" (que se refiere a una especie de orquesta) de la corte en Viena no lo nombran. Sin embargo, estas suposiciones pueden ser negadas por las loas de algunas canciones compuestas para ciertas ocasiones.
En el diario y algunas elegías tanto del Archiduque Maximilian como de otros compositores prominentes de su círculo se demuestra la alta consideración en que se tenía a Jacobus Vaet.
En el prefacio de su libro "Modulationes" de 1562, el cual se encuentra dedicado a su señor Maximiliano II de Habsburgo, Vaet se denomina a sí mismo con el título de "Maiestatis Regiae chori musici praefectus". Después de todo ya no queda duda de que, al menos en 1564, Jacobus Vaet se encontraba en la capilla de Praga. A partir del 1 de diciembre de 1564 aparece Vaet en listas de la capellanía cortesana en la ciudad de Viena, donde se le menciona con el título de Obrister Kapellmeister. Maximiliano II, ya en calidad de Kaiser, se había mudado recientemente a Viena y es muy posible que hubiese adoptado su antigua Kapelle de Praga.
Jacobus Vaet murió el 8 de enero de 1567, entonces recordado con altos honores, cosa que podemos constatar a partir de un gran número de trabajos hallados en las colecciones impresas de su tiempo, como por ejemplo, en dos elegías que fueron compuestas al momento de su muerte:
Defunctum charites Vaetem moerore requirunt
Mittentes duplices ore gemente manus.
Musicus huncque chorus deplorat Caesaris. Eheu
Ulterius Clotho si tenuisset onus!
Qui varii praestans virtutis nomine Musis
Orbis in extremo climate notus erat,
Hunc et iure pius Caesar sibi luget ademptum,
Languet enim rapto Musica praesidio.
Composición de Jacob Regnart.
In obitum Jacobi Vasii, Caes. Max. Archiphonasci.
Siccine te nobis, vis immaturior aufert,
Cui tribuit primum musica sacra decus?
Siccine te Vasi? Phonasci, fundite vestro,
Fundite lugubres musica turba sonos!
Occidit heu! vegetis etiamnunc firmus in annis
Vasius ille Orpheus, qui velut arte sua
Caesareas demulsit, olor novus, haud semel aures.
At nunc muta sonat vox ea dulci nihil.
Registrado por Van der Straeten, sin daño aparente.

## Características de su Música
Su música ha sido descrita como heredera de la tradición Polifónica de Nicolas Gombert, e influenciada por sus contemporáneos Jacob Clemens non Papa y Orlando di Lasso. Lo que a menudo significa la presencia de un suave, pero a la vez estricto uso de las reglas de composición polifónica que imperaban en el siglo XVI. Sin embargo, hay cierto uso que vamos a ver como propio de un estilo personal. A lo largo de su obra vamos a notar la presencia de relaciones cruzadas, lo que es bastante raro para su tiempo dado el grado en que las usa, aunque también se puede ver como una señal de la herencia tomada de Gombert, compositor en cual también encontraremos estas relaciones bastante frecuentemente. Ahora, en el caso particular de Vaet se ve un uso que llega al extremo de causar choques de disonancias, algunas veces incluso simultáneas, que van en contra de la norma contrapuntística de la época. Por esto, es que a pesar de ser un compositor de un siglo XVI ya avanzado, es que no vamos a confundir auditivamente su música con la de Tomás Luis de Victoria por ejemplo.
Otra rareza es la finalización de varias de sus obras sobre una tríada menor, cosa que es infrecuente en su época dado el temperamento que usaban (que produce una estabilidad en la tríada mayor que permite mantener las terceras puras). Aunque ya hacia finales de su siglo se va a volver cada vez más común. Tal vez dado el conocimiento que le permite sustentar este tipo de relaciones y finales, es que notamos que de forma similar a Lasso, utiliza las "modulaciones" (aunque es bastante pronto para hablar en esos términos) a través del Círculo de quintas; en la música modal tenemos una cierta afinidad por este tipo de relaciones modales, donde tanto la tónica como su tenor o repercusa son los ejes sobre los que se mueve la melodía, y es efectivamente esta repercursa a menudo la quinta (que era modificada muchas veces para evitar el tritono).
Aquí se incluye una breve numeración de sus trabajos según género:
- 66 Motetes
- 10 Misas
- 8 Himnos
- 8 Magnificat
- 8 Salve Regina
- 3 Chansons